# 广州市第八十九中学
广州市第八十九中学创办于1962年，原名龙洞中学，位于广东省广州市天河区天源路1219号。是广东省一级学校。

## 学校概况
占地面积71789平方米，建筑面积29007平方米。学校专职教师196人。